# Alexander Gordon Laing

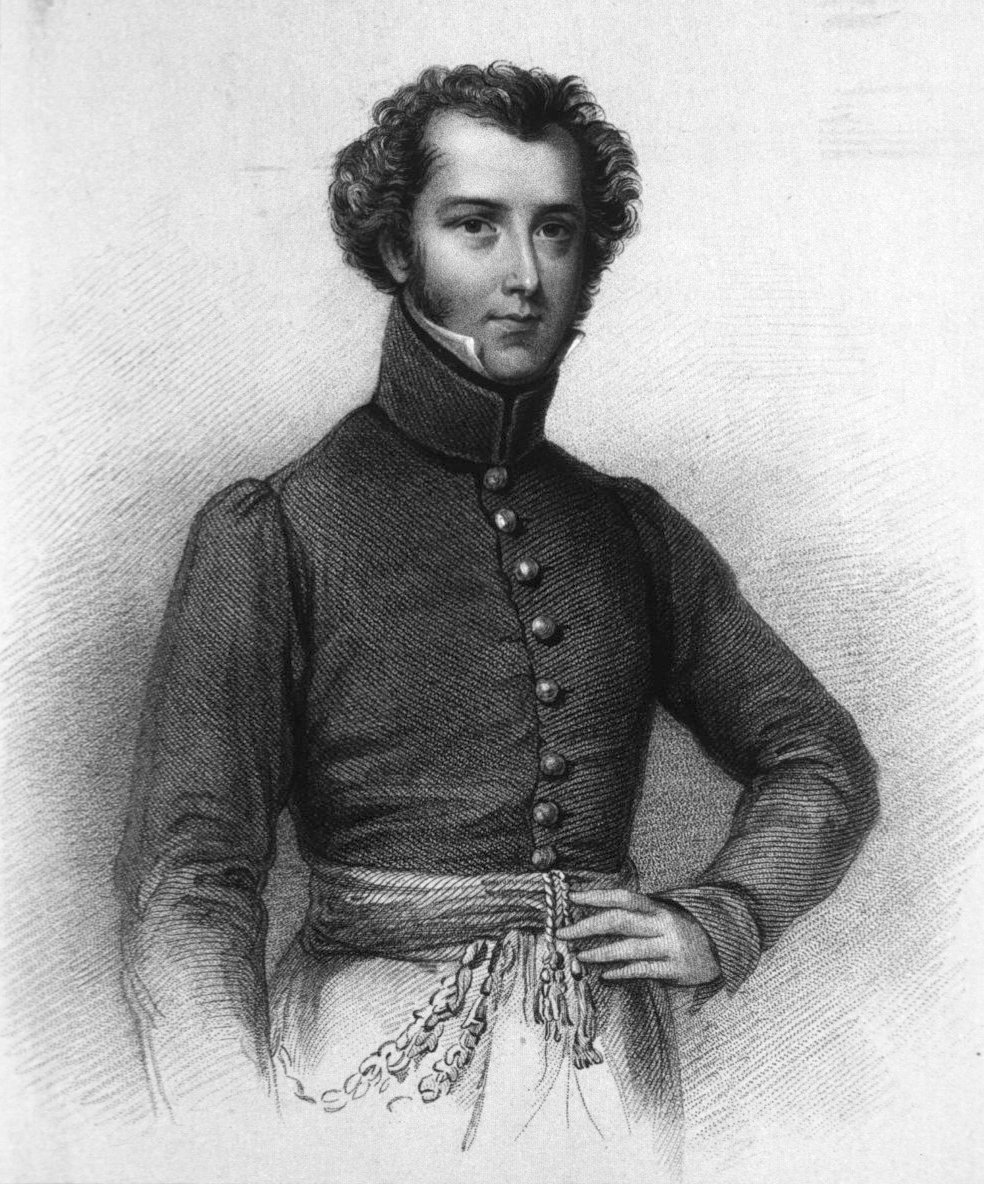
Alexander Gordon Laing

Major Alexander Gordon Laing (27 de dezembro de 1794 - 26 de setembro de 1826) foi um explorador escocês e o primeiro europeu a chegar a Timbuktu, chegando lá pela rota norte-sul em agosto de 1826. Ele foi morto logo após partir de Timbuktu, cerca de cinco semanas depois.

## Início da vida
Laing nasceu em Edimburgo no final de 1794. Ele foi educado por seu pai, William Laing, que era professor particular de clássicos, e na Universidade de Edimburgo. Em 1811, ele foi para Barbados como escriturário de seu tio materno, o coronel Gabriel Gordon.

## Serviço militar
Através do General Sir George Beckwith, o governador de Barbados, ele obteve uma insígnia nos Voluntários de Infantaria Ligeira de York em 1813 Ele foi promovido a tenente sem compra em 1815 e transferido para o 2º Regimento das Índias Ocidentais depois que seu antigo regimento foi dissolvido em 1817. Em 1822 ele foi transferido para o Royal African Colonial Corps como capitão. Nesse ano, enquanto estava com seu regimento em Serra Leoa, foi enviado pelo governador Sir Charles MacCarthy, ao país Mandingo, com o duplo objetivo de abrir o comércio e tentar abolir o tráfico de escravos naquela região. Mais tarde naquele ano, Laing visitou Falaba, a capital do país de Solimana, e verificou a origem do Rokel. Ele tentou chegar à nascente do Níger, mas foi impedido pelos nativos. Ele foi, no entanto, capaz de corrigi-lo com precisão aproximada. Ele participou ativamente da Guerra Ashanti de 1823-24 e foi enviado para casa com os despachos contendo a notícia da morte em ação de Sir Charles MacCarthy. Enquanto estava na Inglaterra em 1824, Laing preparou uma narrativa de suas viagens, que foi publicada em 1825 e intitulada Travels in the Timannee, Kooranko and Soolima Countries, in Western Africa.

## Viagem a Timbuktu

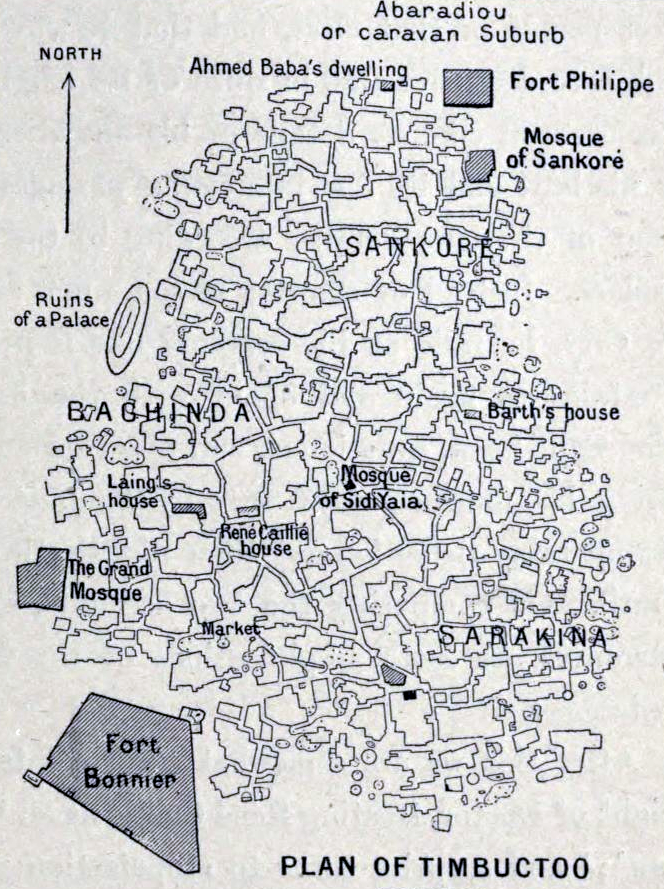
Um plano de Timbuctoo por volta de 1896, mostrando a casa onde Laing se recuperou, entre as mesquitas Djinguereber e Sidi Yahya

Laing acreditava ter encontrado a nascente do Níger e propôs viajar ao longo do rio até seu delta. Joseph Banks, presidente da Associação Africana, apoiou seu projeto, esperando que a expedição revelasse a localização de Timbuktu. Henry, 3º Conde Bathurst, então secretário das colônias, instruiu o capitão Laing a empreender uma viagem, via Trípoli e Timbuktu, para elucidar melhor a hidrografia da bacia do Níger. Laing deixou a Inglaterra em fevereiro de 1825 e em Trípoli em 14 de julho casou-se com Emma Warrington, filha do cônsul britânico. Dois dias depois, deixando sua noiva para trás, ele começou a cruzar o Saara, acompanhado por um xeque que posteriormente foi acusado de planejar seu assassinato. Ghadames foi alcançado, por uma rota indireta, em outubro de 1825, e em dezembro Laing alcançou In Salah no território Tuat, onde foi bem recebido por um determinado grupo de tuaregues.
Em 10 de janeiro de 1826, ele deixou Tuat e foi para Timbuktu através do deserto de Tanezrouft. Cartas escritas em maio e julho falavam de sua febre e da pilhagem de sua caravana por outro grupo de tuaregues. Laing descreve ter sido ferido em 24 locais durante os combates. Junto com outro sobrevivente, ele conseguiu chegar a Sidi Al Muktar, sem um tostão e com a mão direita perdida. Ele se juntou a outra caravana e chegou a Timbuktu, tornando-se assim o primeiro europeu moderno a cruzar o Saara de norte a sul. Sua carta datada de Timbuktu em 21 de setembro anunciava sua chegada àquela cidade em 18 de agosto anterior e a insegurança de sua posição devido à hostilidade dos Fulacacique Bello, então governando a cidade. Ele acrescentou que pretendia deixar Timbuktu em três dias. Nenhuma outra notícia foi recebida do explorador. A partir de informações reunidas posteriormente, verificou-se que ele deixou Timbuktu no dia planejado. Ele pode ter sido estrangulado por invasores tuaregues - dois homens puxando cada ponta de um turbante enrolado no pescoço de Laing - por volta da noite de 26 de setembro de 1826.

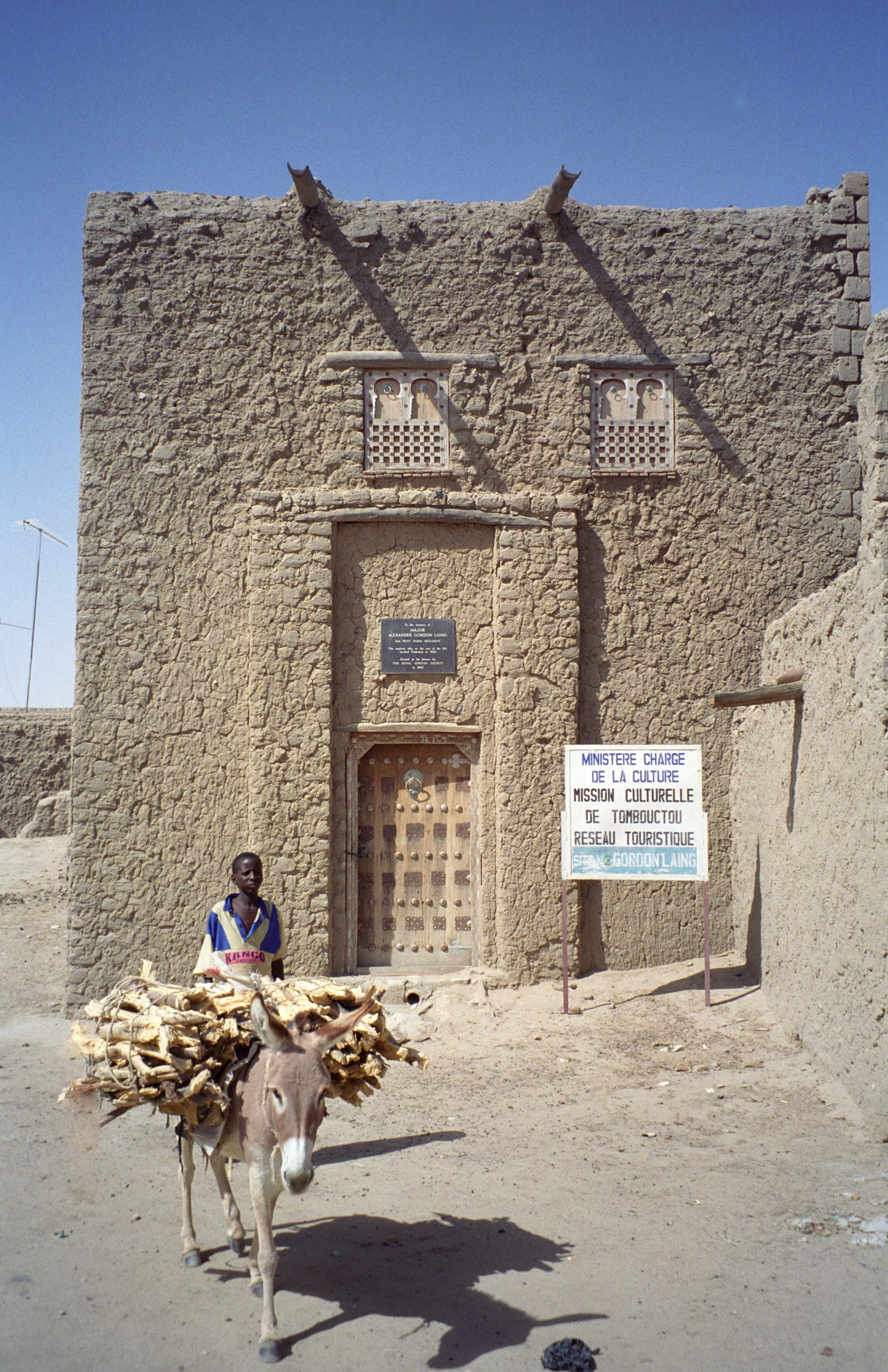
Casa de Gordon Laing em Timbuktu.

Os papéis de Laing nunca foram recuperados, e seu sogro, Hanmer Warrington, acusou os franceses (que também queriam chegar a Timbuktu) de interferência e de terem obtido o diário de Laing; no entanto, nunca houve qualquer evidência para isso. René Caillié chegou a Timbuktu dois anos depois de Laing e, ao retornar com vida, pôde reivindicar o prêmio de 9 000 francos oferecido pela Société de Géographie pelo feito. Ambos receberam a Medalha de Ouro da Sociedade em 1830. Em 1903, o governo francês colocou uma placa com o nome de Laing e a data de sua visita na casa ocupada por ele durante sua estada de 38 dias em Timbuktu. Esta casa, localizada no distrito de Djingareiber, dentro da cidade velha, foi declarada Patrimônio Nacional por decreto de 18 de dezembro de 1992.